# Анете фон Дросте-Хюлзхоф (награда)
Литературната награда „Анете фон Дросте-Хюлзхоф“ (на немски: Annette-von-Droste-Hülshoff-Preis) е учредена през 1946 г. от региона Westfalen-Lippe в памет на поетесата Анете фон Дросте-Хюлзхоф.
Отличието се присъжда на всеки две години на писатели, които „живеят или са родени във Вестфалия и са постигнали изключителни литературни успехи“.
Наградата възлиза на 12 800 €.

## Носители на наградата (подбор)
- Ернст Майстер (1957)
- Петер Рюмкорф (1979)
- Макс фон дер Грюн (1981)
- Сара Кирш (1997)
- Ханс-Улрих Трайхел (2003)